# Léon Gozlan
Pour les articles homonymes, voir Gozlan.

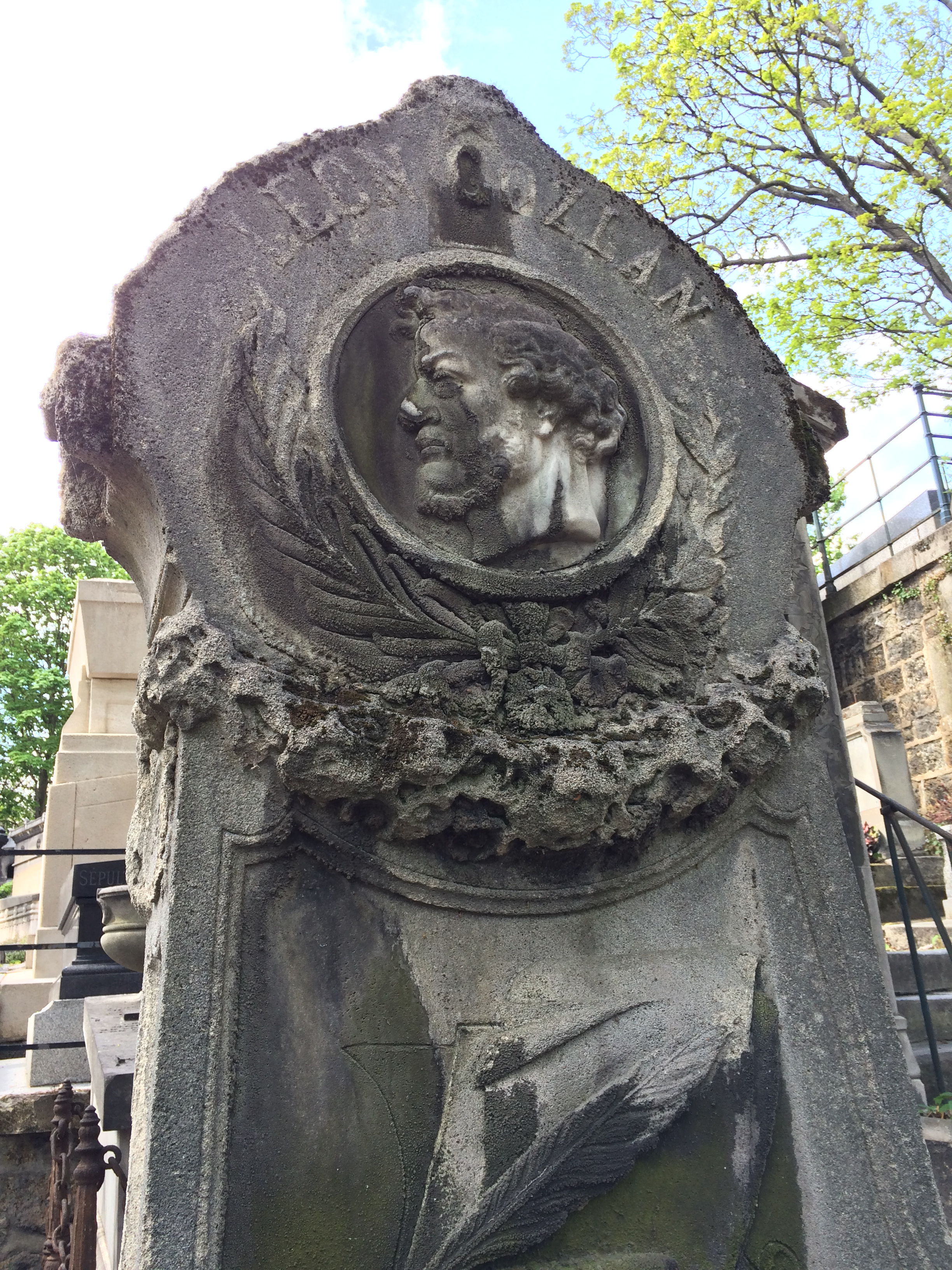
Tombe (détail) de Léon Gozlan au cimetière de Montmartre (Paris).

Léon Gozlan, né à Marseille le 11 septembre 1803 et mort à Paris le 14 septembre 1866, est un écrivain français.

## Biographie
Léon Gozlan est le fils d’un riche négociant, Jacob Gozlan, juif sépharade né à Alger, qui participa à la constitution à Marseille de la première communauté juive organisée en 1783. Son père ayant fait faillite du fait des guerres maritimes, Léon Gozlan abandonne ses études au lycée de Marseille,, pour se lancer dans l’aventure maritime. Il voyage en Afrique et au Sénégal. Ses souvenirs de voyages sont rapportés dans la nouvelle Pour avoir voulu imiter Robinson. Il devient chroniqueur à Paris, au journal fondé par Anténor Joly, Vert-Vert, par l'intermédiaire de son ami et compatriote l’avocat Méry.

Léon Gozlan est surtout resté célèbre pour son livre-souvenir sur Balzac, Balzac en pantoufles (1856). Régis Messac présente Gozlan comme 

« celui qui fut le secrétaire de Balzac. Sans avoir, dit-il, autant d'originalité que son maître, ce fut un écrivain assez considérable. Il avait des dons naturels et beaucoup de métier. S'il a laissé certaines pages boursoufflées, il en a laissé d'autres, alertes et gouailleuses, qui mériteraient d'être relues. Polydore Marasquin, qui fut son plus grand succès de librairie, appartient à cette seconde catégorie. »

Son esprit vif et léger, ses chroniques, le font apprécier de ses confrères. Il succède à Balzac à la présidence de la Société des gens de lettres et il préside aussi la Société des auteurs et compositeurs dramatiques. Il s’essaie également au théâtre avec des drames et des comédies, dont la Pluie et le beau temps, créé au Théâtre Français (1861), et Tempête dans un verre d’eau (1849). On lui doit encore une excellente série monographique intitulée Châteaux de France, parue en deux volumes sous le titre Tourelles en 1839.
Gozlan est enterré au cimetière de Montmartre.

## Distinctions
- Chevalier de la Légion d'honneur (le 6 mai 1846)
- Officier de la Légion d'honneur (le 11 août 1859)

## Citation
Jules Barbey d'Aurevilly écrit, en 1863 :
« Léon Gozlan, un esprit chaud, coloré, condensé, aiguisé, vivant et vibrant, plein d’invention, un maître qui fait d’abord le diamant et qui après le taille, et quand il n’a pas de diamant, qui prend un bouchon de liége et en fait sortir le feu du diamant par une incroyable magie !... Mais savent-ils même à l’Académie qu’il existe un Léon Gozlan ?... »

## Œuvre
Par ordre chronologique de première édition :
- avec Sébastien Blaze, Mémoires d'un apothicaire sur la Guerre d'Espagne, pendant les années 1808 à 1814, Paris, Ladvocat, 1828, 447, 400, 2 vol. ; 22 cm (BNF 30530610, lire en ligne sur Gallica).
- Les Intimes : roman  (avec Raymond Brucker, publié sous la signature « Michel Raymond »), Eugène Renduel, 3 vol.

Pour faciliter le succès de Les Intimes, Michel Brucker le publia avec la signature de Michel Raymond. Ce nom était connu : Michel Brucker avait publié un autre livre avec Michel Masson : Le Maçon, mœurs populaires, roman en 4 volumes, Paris, Ambroise Dupont et Cie, 1828. Sous le nom Michel Masson, pseudonyme formé de la réunion des prénoms des deux auteurs. Ce livre n'obtint que des éloges de toute la presse.
Après la publication de Les Intimes, Michel Masson ne réclama pas, mais il rompit toute collaboration avec Brucker, qui ne se gêna point pour continuer pendant longtemps à lui emprunter la moitié de son nom, et, voulant profiter lui-même du bénéfice du pseudonyme, il s'en servit pour les deux premiers volumes de ses Contes de l'atelier ou Daniel le Lapidaire. (1832 à 1833 (4 vol. in-8°). Puis, voyant le succès assuré, il le substitue de Masson. Le succès fut très-grand. Les sujets ont presque tous été au théâtre.
- Le Notaire de Chantilly, t. 2, Paris, Dumont, 1836, 2 vol. in-8° (BNF 30530611, lire en ligne sur Gallica).
- Le Médecin du Pecq  (Nouvelle édition), Paris, 1839.
- Le Médecin du Pecq, Paris, Michel Lévy frères, 1839, 349 p., 1 vol. in-18 (BNF 32186476, lire en ligne sur Gallica).
- Les Tourelles : Histoire des châteaux de France, Paris, Dumont, 1839, 358, 348, 2 vol. ; in-8° (BNF 32186484, lire en ligne sur Gallica), tome 2 sur Gallica, (BNF 32186484).
- La main droite et la main gauche : drame en cinq actes, Paris, 1842.
- Aristide Froissard, Paris, 1843.
- Aristide Froissard, Paris, Librairie illustrée, 1866, 410 p., in-8° (BNF 35962799, lire en ligne sur Gallica).
- Les Nuits du Père-Lachaise, Paris, A. Lemerle, 1845, 3 vol. in-8° (BNF 30530616, lire en ligne sur Gallica), tome 3 sur Gallica, (BNF 30530616).
- Les Nuits du Père-Lachaise  (Nouvelle édition), Paris, Calmann-Lévy, 1890, 360 p., 1 vol. ; in-16 (lire en ligne sur Gallica).
- Le Lion empaillé, Paris, 1848.
- Une tempête dans un verre d’eau  (représentée pour la première fois, a Paris, sur le Théâtre historique, le 18 décembre 1849.), Paris, 1848
- La Queue du chien d'Alcibiade, comédie en 2 actes  (représentée pour la première fois dans le Théâtre-Français, Paris, le 29 mai 1850), Paris, Michel-Lévy fr., 1850, 48 p., in-12 (BNF 38666160, lire en ligne sur Gallica).
- Les Paniers de la comtesse, Paris, 1852.
- Louise de Nanteuil : pièce en cinq actes  (représentée pour la première fois dans le Théâtre du Vaudeville, Paris, le 14 janvier 1854), Paris, Michel-Lévy frères, 1854, 22 p., fig.; 31 cm)(1860 (BNF 30530598, lire en ligne sur Gallica).
- Georges III, 1854.
- La Couronne de paille, en feuilleton dans le Journal pour tous (1855)
- Le Gâteau des reines, comédie en 5 actes, en prose, Paris, Michel-Lévy frères, 1855, 112 p., in-18 (BNF 30530577, lire en ligne sur Gallica), représentée pour la première fois dans le théâtre, 31 août 1855.
- Balzac en pantoufles, Paris, Librairie illustrée, 1856, IV-388 p., in-18 (BNF 30530525, lire en ligne sur Gallica).
- La Folle du logis, Paris, 1857.
- La Folle du logis, Paris, Librairie nouvelle, 1859, 317 p., in-18 (BNF 30530571, lire en ligne sur Gallica).
- Un fou couronné, Paris, A. de Vresse, 1857, 295, 302, 311, 3 vol. in-8° (BNF 30530638, lire en ligne sur Gallica), vol 2 sur Gallica vol 3 sur Gallica.
- Les Émotions de Polydore Marasquin, (1re édition) suivi de la Ville des gens de bien, Paris, Michel-Lévy frères, 1857, 291 p., in-18 (BNF 30530555, lire en ligne sur Gallica).
- Les Émotions de Polydore Marasquin, ou Trois mois dans le royaume des singes, Paris, Librairie internationale, 1864, 2e éd., 301 p., in-18 (BNF 30530556, lire en ligne sur Gallica).
- Les Émotions de Polydore Marasquin, Paris, Librairie illustrée, 1887, 3e/4e éd., 322 p., ill., couv. ill. ; in-16) ill. Gustave Fraipont et Mas (BNF 30530557, lire en ligne sur Gallica).
- Les Émotions de Polydore Marasquin, Paris, F. Rouff, [s. d.], 6e éd., 32 p., couv. ill. en coul. ; gr. in-8° (BNF 32186465, lire en ligne sur Gallica).
- Les Émotions de Polydore Marasquin, Paris, H. Laurens, s.d., 7e éd., 160 p., 4 f. de pl. en coul. : ill. Henry Morin ; in-16 (BNF 32186466, lire en ligne sur Gallica).
- La Comédie et les Comédiens, t. 3, Paris, Michel Lévy, 1859, IV+345, 17 × 11 cm.
- La Pluie et le beau temps : comédie en 1 acte, en prose  (Nouvelle édition), Paris, Calmann Lévy, 1878, 28 p., in-12.
- Balzac chez lui, Paris, Michel Lévy frères, 1863   (Wikisource) ─ L’édition originale a paru en 1862.
- Balzac intime : Balzac en pantoufles : Balzac chez lui  (Nouvelle édition), Paris, 1886, iv-388, in-18 (BNF 30530525, lire en ligne sur Gallica).
- Le Vampire du Val-de Grâce, Paris, 1861.
- Le Faubourg mystérieux, Le Vampire du Val-de-Grâce, Paris, Édouard Dentu, 1861, 335 p., in-18 (BNF 30530576, lire en ligne sur Gallica).
- Le Capitaine Maubert, Paris, C. Vanier, 1866, 174 p., 1 vol. ; in-18 (BNF 30530527, lire en ligne sur Gallica).
- Le Dragon rouge, Paris, Bureaux du "Siècle", 1876, 265-345 p., 1 vol. ; in-4° (lire en ligne sur Gallica).
- Les Martyrs inconnus, Paris, E. Plon, 18??, 246 p., 1 vol. ; in-16 (BNF 30530607, lire en ligne sur Gallica).
- La Vivandière, Paris, Édouard Dentu, 1872, 315 p., in-18 (BNF 30530646, lire en ligne sur Gallica).
- Les Plus Joyeuses Aventures d'Aristide Froissard, Paris, F. Rouff, 1925, 48 p. (BNF 32186479, lire en ligne sur Gallica).

Nouvelles
- Échec à l'Éléphant
- La Main cachée
- La Villa Maravigliosa
- Le Fifre
- Comment on se débarrasse d'une maîtresse
- Léopold Spencer
- Le Feu, histoire de quatre savants
- Les Petits Machiavels
- Mouton
- Voyage de M. Fitz-Gérald à la recherche des mystères
- La Frédérique
- Nouvelles : La Group, Un Homme arrivé, Le plus beau rêve d'un Millionnaire, Histoire d'un Franc, Un moine méconnu, Paris, Michel-Lévy frères, 1853, 383 p., in-18 (BNF 30530645, lire en ligne sur Gallica).
- « Un Mot sur les Journaux », Le Diable à Paris. Paris et les Parisiens, Paris, Michel-Lévy frères, no d'édition,‎ 1857, p. 31-44 (BNF 33345547, lire en ligne sur Gallica [in-12]).
- L'Amour des lèvres et l'amour du cœur, Paris, Librairie Nouvelle, 1858.

Livre pour enfants
- Aventures merveilleuses et touchantes du Prince Chènevis et de sa jeune sœur, J. Hetzel.
- Le Nouveau Magasin des Enfants, Paris, J. Hetzel ; L. Hachette et Cie, 1860, 324 p., 1 vol. ; 240 vignettes; 25 cm (BNF 30999433, lire en ligne sur Gallica).

## Adaptation au cinéma
- Le Navire des filles perdues (La nave delle donne maledette) de Raffaello Matarazzo sorti en 1953 s'inspire du roman Histoire de 130 femmes de Léon Gozlan[7],[8].